# Финансовый бюджет
Финансовый бюджет (англ. financial budget) — бюджет, отражающий ожидаемые финансовые последствия для предприятия. Включает в себя ожидаемый балансовый отчёт, отчёт о прибылях и отчёт о движении денежных средств.

## Определение
Согласно канадскому профессору Энтони Аткинсону, финансовый бюджет — это бюджет, идентифицирующий ожидаемые финансовые последствия от деятельности, отраженных в операционных бюджетах.
Английский профессор Колин Друри характеризует финансовый бюджет как единый документ, в котором в обобщённом виде выражаются намерения предприятия и ожидаемые результаты деятельности
Ряд авторов определяют финансовый бюджет как план, в котором отражаются предполагаемые источники финансовых средств и направления их использования в будущем периоде.

## Структура финансового бюджета
Аткинсон и Друри определяют состав финансового бюджета из ожидаемого:
- балансового отчёта;
- отчёта о прибылях;
- отчёта о движении денежных средств.

Американский экономист Чарльз Хорнгрен выделяет в составе уже четыре составляющих отчёта:
- бюджет капитала;
- инвестиционный бюджет;
- бюджетный баланс;
- бюджет движения денежных средств.